# Cristian Castro
Cristian Castro (Mexico-Stad, 8 december 1972) is een Mexicaans zanger.

## Biografie
Castro werd in 1972 geboren en is de zoon van de bekende actrice en zangeres Verónica Castro en komiek Manuel Valdes. In 1981 speelde hij als kind mee in de telenovela El derecho de nacer, waarin zijn moeder de hoofdrol vertolkte. In 1984 nam hij als zanger deel aan de tv-wedstrijd Juguemos a Cantar.
In 1992 begon hij als professioneel zanger aan zijn carrière. In 1993 scoorde hij met Nunca voy a olvidarte zijn eerste nummer één hit. Hij werd al snel een tieneridool en sekssymbool. Zijn album Azul werd in 2001 uitgeroepen tot beste latin pop album van het jaar. De laatste jaren hebben zijn singles minder succes in de hitparades.
Castro trouwde eerst met het Paraguayaanse model Gabriela Bo. Na de scheiding trouwde hij met zijn Argentijns-Joodse ex-vriendin Valeria Liberman. Hij bekeerde zich tot het jodendom. Nadat ook dit huwelijk op de klippen liep, werd hij terug katholiek.

## Albums
- Agua nueva (1992)
- Un segundo en el tiempo (1993)
- El camino del alma (1994)
- El deseo de oír tu voz (1996)
- Lo mejor de mí (1997)
- Mi vida sin tu amor (1999)
- Azul (2001)
- Amar es (2003)
- Hoy quiero soñar (2004)
- Días felices (2005)
- El indomable (2007)
- El culpable soy yo (2009)
- Viva el principe (2010)
- Mi amigo el príncipe (2011)
- Dicen (2016)
- Mi tributo a Juan Gabriel (2018)

- Biblioteca Nacional de España: XX5049772
- Bibliothèque nationale de France: cb15517283p (data)
- International Standard Name Identifier: 0000 0001 1472 987X
- Library of Congress Control Number: no96016415
- MusicBrainz: 8cc00e45-94c9-40e0-882b-0e76dd5b472b
- Système universitaire de documentation: 157417301
- Virtual International Authority File: 56202721
- WorldCat: E39PBJqvRWBdXT4Fttvt6DJRrq